# Grand Blue
Grand Blue (ぐらんぶる, Guran Buru), também conhecido como Grand Blue Dreaming, é um mangá japonês escrito por Kenji Inoue e ilustrado por Kimitake Yoshioka. É publicado pela revista de mangá seinen Good! Afternoon, da Kodansha, desde abril de 2014 e compilado em vinte e quatro volumes tankōbon. O mangá é publicado digitalmente em inglês pela Kodansha USA sob o selo Kodansha Comics. Uma adaptação em anime feita pelo estúdio Zero-G foi ao ar de 14 de julho a 29 de setembro de 2018, no bloco de programação Animeism em MBS.

## Enredo
Iori Kitahara aguarda ansiosamente por sua nova vida na Península de Izu enquanto se prepara para começar sua vida universitária lá, ficando em um quarto acima da loja de mergulho do seu tio, "Grand Blue". No entanto, ele fica chocado ao encontrar o Clube de Mergulho local, um grupo cheio de homens que passam mais tempo bebendo, se divertindo e se desnudando do que realmente mergulhando. Apesar de suas tentativas de se distanciar do grupo, Iori é rapidamente arrastado em suas travessuras, enquanto seus primos tentam mostrar-lhe as maravilhas de mergulhar no oceano.

## Personagens
Iori Kitahara (北原 伊織, Kitahara Iori)
Voz de: Yūma Uchida
Iori é um estudante do primeiro ano de Engenharia Mecânica na Universidade de Izu, que nunca aprendeu a nadar, apesar de fazer parte do clube de mergulho. Embora ele inicialmente tente viver uma vida normal, Iori rapidamente é arrastada para as atividades do Clube de Mergulho "Peek a Boo", que muitas vezes terminam com ele bêbado e nu. Ao contrário do seu comportamento, Iori é hábil em jogar tênis, vôlei e outros esportes que envolvem objetivos precisos. Ele muitas vezes parece ser indiferente e pervertido, mas ele valoriza seu relacionamento com seus amigos e familiares. Embora ele não seja parente de sangue de Chisa e Nanaka, ele as vê como parte da família. No passado, ele gostava de escrever músicas e sonhava em criar uma banda.
Chisa Kotegawa (古手川 千紗, Kotegawa Chisa)
Voz de: Chika Anzai
Prima e colega de Iori na Universidade de Izu, Chisa é uma garota inteligente e atraente, apaixonada por mergulho. Em comparação com os outros membros do clube Peek a Boo, Chisa é equilibrada e raramente faz parte do grupo, e é frequentemente vista como a única pessoa normal dos oito. Ela finge ter um relacionamento com Iori para que os outros garotos a deixem em paz. Ela costuma agir com frio e condena o comportamento pervertido de Iori, mas ela se importa com ele e não gosta de expressar abertamente seus sentimentos. Ela ouve sons do oceano em vez de música, e é frequentemente vista lendo quando os outros festejam.
Toshio Kotegawa (古手川 登志夫, Kotegawa Toshio)
Voz de: Shinji Kawada
O dono da loja de mergulho Grand Blue e o tio de Iori, além de pai de Chisa e Nanaka.
Nanaka Kotegawa (古手川 奈々華, Kotegawa Nanaka)
Voz de: Maaya Uchida
Uma mulher voluptuosa e instrutora de mergulho no Grand Blue que principalmente observa as palhaçadas do clube de mergulho. Ela é secretamente apaixonada por Chisa, apesar de ser sua irmã, mas ela admitiu que se Iori e Chisa tivessem um relacionamento, ela iria apoiá-los. Ela é a menos envolvida com as festas de bebedeira da PAB, e os membros admitiram que são mais reservados para se despir e beber quando ela está lá.
Kōhei Imamura (今村 耕平, Imamura Kōhei)
Voz de: Ryōhei Kimura
O melhor amigo de Iori, com quem ele tem uma rivalidade amigável. Kōhei é um otaku hardcore que muitas vezes usa camisas com seu personagem favorito de anime girl neles. Ele veio para a universidade para perseguir seu quase impossível sonho de dirigir um harém de garotas bonitas do ensino médio. Ele acaba ficando amarrado em Peek a Boo e é facilmente manipulado através de seu amor por dubladores famosos. Mais tarde, ele se torna obcecado com a irmã mais nova de Iori, ele admira Kaya Mizuki. À primeira vista, seu relacionamento com Iori pode parecer de violência e divergências, já que eles costumam brigar por tudo, mas ele cuida do bem-estar de seu amigo e é confiável quando realmente importa.
Shinji Tokita (時田 信治, Tokita Shinji)
Voz de: Hiroki Yasumoto
Um estudante sênior da Izu e membro do Peek a Boo, que muitas vezes fica bêbado e nu, Tokita é um estudante universitário grande e descontraído que adora festejar. No entanto, assim como os outros membros do PAB, ele sinceramente ama o mergulho. Para surpresa de Iori, ele tem namorada.
Ryūjirō Kotobuki (寿 竜次郎, Kotobuki Ryūjirō)
Voz de: Katsuyuki Konishi
Um estudante sênior da Izu e membro do Peek a Boo, que muitas vezes fica bêbado e nu com outros membros do clube. Kotobuki é como Tokita tanto na aparência quanto na personalidade quando eles estão festejando, mas Kotobuki pode ser surpreendentemente carismático. Ele trabalha como um bartender profissional em tempo parcial.
Azusa Hamaoka (浜岡 梓, Hamaoka Azusa)
Voz de: Toa Yukinari
Um estudante sênior do Oumi Women's College e membro do Peek a Boo, que frequentemente faz festas com os outros membros seniores, apesar de ser uma das poucas mulheres no clube. Azusa também admite ser bissexual, sendo atraída por Tokita e Nanaka, e erroneamente pensa que Iori é sexualmente atraída por Kōhei. Ela é extremamente relaxada sobre sua aparência e vai se despir sem pensar duas vezes. Apesar de parecer uma mulher promíscua, ela valoriza suas amizades, especialmente com Tokita, Kotobuki e Nanaka.
Aina Yoshiwara (吉原 愛菜, Yoshiwara Aina)
Voz de: Kana Asumi
Um calouro do Oumi Women's College e ex-membro do Clube de Tênis "Tinkerbell". Apelidado de "Cakey" devido à grande quantidade de maquiagem que ela usou para colocar em seu rosto na tentativa de ser mais popular entre os caras, Aina depois se junta a Peek a Boo depois que Iori e Kōhei defendem ela. Sem sua maquiagem, Aina é muito mais suave, e muitas vezes desempenha o papel de tsukkomi para as loucas palhaçadas ao seu redor. Ela vem de um país de fundo e pode dirigir bem uma alavanca. Embora ela ininimamente peça a Kōhei, ela desenvolve sentimentos românticos por Iori. Ela assume uma aparência muito mais corajosa quando está maquiada e é mais propensa a se despir quando a tem. Ela é a única no grupo que não sabe cozinhar bem e é a mais desajeitada de todas. Ela é um pouco romântica e muitas vezes sente que está sozinha em pensar sobre isso no clube.
Captain Kudō (工藤会長, Kudō-kaichō)
Voz de: Jun Fukuyama
O Capitão do Clube de Ténis "Tinkerbell" e um atraente playboy que foi publicamente humilhado por Iori e Kōhei devido ao seu mau trato a Aina.
Kaya Mizuki (水木 カヤ, Mizuki Kaya)
Voz de: Nana Mizuki
Um famoso dublador e ídolo que é adorado por Kōhei. Ela é amiga de Azusa e pensa muito em Iori.
Hajime Nojima (野島 元, Nojima Hajime)
Voz de: Takuya Eguchi
Um dos colegas de Iori na Universidade de Izu. Um playboy auto-intitulado que não consegue atrair um amante. Embora ele tente ser carismático, geralmente é um pouco manco.
Shinichirō Yamamoto (山本 信一郎, Yamamoto Shin'ichirō)
Voz de: Junya Enoki
Um dos colegas de Iori na Universidade de Izu. Incrivelmente franco em seu desejo de encontrar uma namorada, ele é muitas vezes provocado por seus amigos que ele será uma virgem ao longo da vida.
Kenta Fujiwara (藤原 健太, Fujiwara Kenta)
Voz de: Robert Waterman
Um dos colegas de Iori na Universidade de Izu. Um homem musculoso e o mais decente e inocente dos amigos de Iori.
Yū Mitarai (御手洗 優, Mitarai Yū)
Voz de: Natsuki Hanae
Um dos colegas de Iori na Universidade de Izu. Ao contrário da maioria dos outros, Yu está em um relacionamento com sua amiga de infância Rie, que seus amigos imediatamente tentam sabotar quando descobrem.
Shiori Kitahara (北原 栞, Kitahara Shiori)
A irmãzinha de Iori, uma aluna do terceiro ano do ensino médio que costuma andar por aí com um quimono antiquado. Ela finge demonstrar afeição por Iori enquanto secretamente tenta moldá-lo para tomar posse do ryokan de sua família, para que ela não precise, já que o pai deles confia mais nela. Mais tarde, ela desenvolve um relacionamento genuíno com seu irmão.

## Mídia

### Mangá
A partir de 7 de abril de 2025, o mangá foi publicado pela Kodansha em vinte e quatro volumes tankōbon. A Kodansha USA está publicando a série digitalmente em inglês sob o nome de Grand Blue Dreaming, com dezanove volumes publicados em 6 de junho de 2023.
| N.º | Data de lançamento     | ISBN              |
| --- | ---------------------- | ----------------- |
| 1   | 7 de novembro de 2014  | 978-4-06-387990-2 |
| 2   | 5 de dezembro de 2014  | 978-4-06-388018-2 |
| 3   | 7 de abril de 2015     | 978-4-06-388053-3 |
| 4   | 7 de setembro de 2015  | 978-4-06-388081-6 |
| 5   | 5 de fevereiro de 2016 | 978-4-06-388115-8 |
| 6   | 5 de agosto de 2016    | 978-4-06-388164-6 |
| 7   | 7 de dezembro de 2016  | 978-4-06-388220-9 |
| 8   | 7 de abril de 2017     | 978-4-06-388249-0 |
| 9   | 6 de outubro de 2017   | 978-4-06-388290-2 |
| 10  | 7 de março de 2018     | 978-4-06-511096-6 |
| 11  | 6 de julho de 2018     | 978-4-06-511979-2 |
| 12  | 22 de novembro de 2018 | 978-4-06-513447-4 |
| 13  | 22 de junho de 2019    | 978-4-06-516238-5 |
| 14  | 22 de novembro de 2019 | 978-4-06-517557-6 |
| 15  | 22 de maio de 2020     | 978-4-06-519480-5 |
| 16  | 20 de novembro de 2020 | 978-4-06-521417-6 |
| 17  | 5 de agosto de 2021    | 978-4-06-524292-6 |
| 18  | 7 de março de 2022     | 978-4-06-527041-7 |
| 19  | 5 de agosto de 2022    | 978-4-06-528768-2 |
| 20  | 6 de abril de 2023     | 978-4-06-531329-9 |
| 21  | 5 de outubro de 2023   | 978-4-06-533089-0 |
| 22  | 5 de abril de 2024     | 978-4-06-535017-1 |
| 23  | 7 de outubro de 2024   | 978-4-06-537098-8 |
| 24  | 7 de abril de 2025     | 978-4-06-538970-6 |
| 25  | 7 de outubro de 2025   | —                 |

### Anime
Uma adaptação em anime foi anunciada na quarta edição da revista Good! Afternoon em 7 de março de 2018. O anime foi roteirizado e dirigido por Shinji Takamatsu, que também lidou com a direção do som. Zero-G produziu a animação e Hideoki Kusama cuidou do design dos personagens. Ele foi ao ar de 14 de julho até 29 de setembro de 2018, e transmitido no bloco de programação de Animeism em MBS, TBS, BS-TBS e AT-X. A série também é transmitida exclusivamente pela Amazon Video em todo o mundo. A música tema de abertura intitulada "Grand Blue" é interpretada por Shōnan no Kaze, enquanto a música tema de encerramento intitulada "Konpeki no al Fine" (紺碧のアル・フィーネ)  é realizado por Izu no Kaze (um grupo formado por Yūma Uchida, Ryohei Kimura, Hiroki Yasumoto e Katsuyuki Konishi). A série durou 12 episódios.

## Recepção
A série de mangá tem mais de 3,5 milhões de volumes impressos.